# آرکادیا (ویسکانسین)
آرکادیا، ویسکانسین  (به انگلیسی: Arcadia) شهری در شهرستان ترمپیلو ایالت ویسکانسین است که در سال ۱۹۲۵ بنیان‌گذاری شده‌است. این شهر طبق سرشماری سال ۲۰۱۰ میلادی ۲٬۹۲۵ نفر جمعیت داشته‌است.